# Пырей средний
Пырей средний (лат. Elytrigia intermedia) — вид травянистых растений рода Пырей (Elytrigia) семейства Злаки (Poaceae).

## Ботаническое описание
Многолетние травянистые растения. Корневище тонко-шнуровидное, ползучее с побегами. Стебли в числе нескольких, не очень скученные, прямые, гладкие, 30—60, редко до 80 см высотой и 1—2,5 мм толщиной. Листья серовато-зелёные, жёсткие, плоские или вдоль сложенные, по краям шероховатые, на верхней стороне негусто усажены довольно длинными жестковатыми отстоящими волосками; влагалища их гладкие, лишь самые нижние иногда волосистые: язычок очень короткий.
Колос прямой, линейный, 5—12 (редко более) см длиной; членики его оси гладкие или по ребрам жёстко-реснитчатые, 4—13 мм длиной. Колоски прижатые к оси или слегка отклонённые, 12—18 см длиной, 3—7-цветковые, членики колосковой оси голые. Колосковые чешуйки совершенно гладкие, продолговатые, на верхушке тупые, нередко выемчатые или тупо-зазубренные, или же туповато-заострённые, по краям с беловато-плёнчатой каймой, при чём с одной стороны кайма обыкновенно более широкая чем с другой, отчего чешуйка кажется неравнобокой; из них верхняя 5—7-жилковая, 5,5—7 мм длиной, немного, редко почти вдвое длиннее нижней. Наружная прицветная чешуйка продолговато-эллиптическая, тупая, голая, 5-жилковая, 6—8 мм длиной; внутренняя немного короче, реже почти равна наружной, на верхушке выемчатая, по килям ресничатая. Не вполне зрелая зерновка около 4,5 мм длиной и 1 мм шириной. 2n=42.

## Распространение и экология
Евразия. Встречается в степной области на степных лугах и в южной части лесной области на открытых луговых склонах и обрывах.

## Синонимы
- Agropyron ambigens (Hausskn. ex Halácsy) Roshev.
- Agropyron aucheri Boiss.
- Agropyron banaticum (Heuff.) Thaisz
- Agropyron barbatulum Schur
- Agropyron ceretanum Sennen
- Agropyron ciliatiflorum Roshev.
- Agropyron densiflorum (Willd.) P.Beauv.
- Agropyron glaucum Roem. & Schult.
- Agropyron goiranianum Vis. ex Goiran
- Agropyron hispidum Opiz
- Agropyron intermedium (Host) P.Beauv.
- Agropyron laevifolium Opiz
- Agropyron latronum (Godr.) P.Candargy
- Agropyron murinum Hausskn.
- Agropyron popovii Drobow
- Agropyron ruthenicum (Griseb.) Prokudin
- Agropyron salinum Schur
- Agropyron savignonei De Not.
- Agropyron trichophorum (Link) K.Richt.
- Agropyron truncatum (Wallr.) Fuss
- Agropyron validum Opiz
- Agropyron virescens (Pancic) P.Candargy
- Braconotia glauca (Roem. & Schult.) Godr.
- Elymus bazargiciensis Burduja
- Elymus hispidus (Opiz) Melderis
- Elymus truncatus (Wallr.) Melderis
- Elytrigia aucheri (Boiss.) Nevski
- Elytrigia prokudinii Dubovik
- Elytrigia ruthenica (Griseb.) Prokudin
- Elytrigia trichophora (Link) Nevski
- Thinopyrum intermedium (Host) Barkworth & D.R.Dewey
- Trichopyrum intermedium (Host) Á.Löve
- Triticum arenicola A.Kern. ex Meryh.
- Triticum densiflorum Willd.
- Triticum distichum Schleich. ex DC.
- Triticum glaucum Desf. ex DC.
- Triticum glaucum Honck.
- Triticum goiranianum (Vis. ex Goiran) Dalla Torre & Sarnth.
- Triticum hirsutum Steven ex Schrad.
- Triticum intermedium Hostbasionym
- Triticum latronum Godr.
- Triticum repens Hegetschw.
- Triticum rigidum Schleich. ex Mert. & W.D.J.Koch
- Triticum savignonei (De Not.) Nyman
- Triticum trichophorum Link
- Triticum truncatum Wallr.
- Triticum virescens (Pancic) Pancic
- Zeia glauca (Roem. & Schult.) Lunell

и другие.